# Dirka po Franciji 1995
| Mesto | Ime               | Država    | Ekipa         | Čas         |
| ----- | ----------------- | --------- | ------------- | ----------- |
| 1     | Miguel Induráin   | Španija   | Banesto       | 92h 44' 59" |
| 2     | Alex Zülle        | Švica     | ONCE          | 4' 35"      |
| 3     | Bjarne Riis       | Danska    | Gewiss-Ballan | 6' 47"      |
| 4     | Laurent Jalabert  | Francija  | ONCE          | 8' 24"      |
| 5     | Ivan Gotti        | Italija   | Gewiss-Ballan | 11' 33"     |
| 6     | Melchor Mauri     | Španija   | ONCE          | 15' 20"     |
| 7     | Fernando Escartín | Španija   | Mapei-GB      | 15' 49"     |
| 8     | Tony Rominger     | Švica     | Mapei-GB      | 16' 46"     |
| 9     | Richard Virenque  | Francija  | Festina       | 17' 31"     |
| 10    | Hernan Buenahora  | Kolumbija | Kelme-Avianca | 18' 50"     |

Dirka po Franciji 1995 je bila 82. dirka po Franciji, ki je potekala leta 1995.

## Pregled
| Kategorije                          | Podatki            |
| ----------------------------------- | ------------------ |
| Začetek-konec                       | St. Brieuc - Pariz |
| Dolžina (km)                        | 3.653              |
| Število etap                        | 20                 |
| Povprečna hitrost zmagovalca (km/h) | 39,193             |
| Kolesarjev                          | 189                |
| Tekmo končalo                       | 115                |